# 涂通今
涂通今（1914年10月29日—2023年4月3日），男，汉族，字习史，福建省长汀县涂坊镇人。中华人民共和国军事人物，中国人民解放军开国少将，曾任军事医学科学院院长。

## 生平
涂通今出生于1914年10月29日（农历九月十一日）。1924年，涂通今考入乡里的高小读书。1928年，长汀大旱，父亲被军阀抓去做挑夫，他只能辍学归家。
1932年，闽西苏区开展“扩红”运动，涂通今报名参军，被分配到医院。随后被选送到红军卫生学校，并于1933年加入中国共产党。1942年提前毕业后分配到白求恩国际和平医院，成为外科专科医生。
1943年，他在延安用3周时间为386旅1500余名官兵集体消灭疥疮。1948年，他在辽沈战役中指挥部署了6万多名伤员的救治，保证了70%的归队率。
1951年8月，中国派出200名学生赴苏联留学，其中医学30名，时任中南军区卫生部副部长的涂通今为其中一员，在莫斯科布尔科登神经外科研究所主攻神经外科。1955年7月，涂通今的《三叉神经节及其后根肿瘤的诊断和外科治疗》学位论文答辩在苏联医学科学院学位委员会上全票通过，获医学副博士学位。
1956年6月，涂通今学成归国，后被任命为第四军医大学副校长。任职期间，他创办了全军医院第一个神经外科——西京医院神经外科，并主刀了国内第一例小脑桥脑角胆脂瘤手术，后用国内首创的方法完成了切除晚期听神经瘤手术。1958年，他主持了中国首例经小脑幕上入路切除听神经瘤手术。
1985年5月，涂通今以副兵团职从军事医学科学院离休。
2023年4月3日，涂通今因病医治无效在北京逝世，享年108岁，為長征最後一位存活人士。